# ダイナマ舞
『ダイナマ舞』（ダイナマまい）は、真木富士人による漫画作品。1981年に週刊少年チャンピオン（秋田書店）に連載された。単行本全3巻。

## 概要
連載開始当初はスポーツ万能のスーパー少女「大和舞」が巻き起こす騒動を中心とした、お色気学園コメディというテイストであったが、のちに全国の高校制覇を目論む「アニマル軍団」（各キャラクターの属性を動物になぞらえている組織） に対して、舞が「王将軍団」（同様に将棋の駒になぞらえている組織） として戦うというバトル漫画へと変貌した。このバトル編は一部で「人間将棋編」とも呼ばれる。しかし、結果的に路線変更も功を奏せず打ち切り終了となった。

## 登場人物
大和舞（やまと まい）
主人公でスポーツ万能のスーパー少女。
格闘技も得意で、後に坂井三吉による「王将試し」を経て王将となり「王将軍団」を組織し、「アニマル軍団」と戦う。「王将試し」での飛車戦、獅子王（風間）との最終決戦あたりではかなりの打撃を食らいつつ壮絶な流血戦を演じる。
実家はかなりの邸宅であり、けっこうな金持ちのお嬢さんらしい。
豊四季豊（とよしき ゆたか）
連載開始当初、舞のフィアンセとして設定されていた人物。
人目もはばからず舞とイチャつく。美形ではあるが、かなり小柄で舞よりもだいぶ背が低い。
極めて存在感が薄く、連載開始後まもなくモブキャラと化し、1巻中盤の剣崎登場以降は1コマも登場せず存在自体が無かったことにされている。
早田正人（はやた まさと）
転任してきたスポーツマンの熱血教師。各種スポーツで舞に挑むもことごとく敗れる。
三吉の正体を見破るが、以後出番なし。
剣崎（けんざき） 名は不明。
剣道部主将で剣の達人。
一度は舞を破るも、再戦では舞の服を切り裂いてしまい、舞の裸体を見て動揺した隙を突かれて敗れる。以後は「自分が舞を倒す」という名目の下、舞の協力者となる。
当初の舞の相手役、豊四季豊がまったく使えないキャラだったために代わりに投入されたキャラクターと思われる。
成り行き上「人間将棋編」では「香車」と見做される。虎男戦で負傷しつつも王将軍団でただ一人最終話まで残り、風間獅子丸と戦う舞を援護した。
源八（げんぱち） 姓は不明
舞の舎弟となった不良。舞以外で唯一、連載開始当初からほぼ末期まで登場した。
「人間将棋編」では「歩兵」と見做されるが、舞への想いから対牛力（暴れ牛）戦に臨みボロボロにされながらも大金星を挙げる。
浅川亜紀（あさかわ あき）
暴走族集団「セイガク極道連合」の女ヘッド。当初、舞を付け狙うが敗れて心を入れ替える。
「王将軍団」の先兵として「アニマル軍団」に挑むも返り討ちにあう。

### 王将軍団
飛田隼人（ひだ はやと） 「飛車」
王将軍団最強の男と呼ばれる。すさまじいパワーと鍛え上げられた強靭な肉体を誇る。
角田三姉妹（かくたさんしまい） 「角行」
三つ子の三姉妹で三位一体攻撃を得意とする。各人の名は上から「聖子」「順子」「奈保子」（当時のアイドル、松田聖子･三原順子･河合奈保子から）。
この漫画が今なお一部にカルト的人気を持っているのは、対アニマル軍団マンモス戦での三姉妹の戦いぶり（やられぶり）によるところが大きい。
服部金蔵（はっとり きんぞう） 「金将」
伊賀忍者の末裔で各種の忍法を駆使して戦う。
「人間将棋編」では、かなり重要な役どころを成す。
矢野銀次（やの ぎんじ） 「銀将」
アイスホッケー部主将で「氷上の殺陣師」と呼ばれる。生徒会長も務める。
神代圭（じんだい けい） 「桂馬」
催眠太極拳の使い手。
坂井三吉（さかい さんきち）
王将軍団参謀で天才少年棋士。
「王将試し」により舞を王将とした「王将軍団」を作り上げ、風間の「アニマル軍団」を食い止めようとする。

### アニマル軍団
風間獅子丸（かざま ししまる） 「獅子王」
全国の高校を配下に置こうと目論む不良暴力集団「アニマル軍団」の総帥。すでに関西一円の高校を配下に治め、関東支配を目指して東上する。
実は舞の幼馴染であり本名は中村健一。幼少時はいじめられっ子で舞の庇護下にあった。
「ミラクルハリケーン」という原理不明の必殺技を使い、その力にはマンモスすらも逆らえない。
登場時の三吉の回想では「風間ウルフ」と呼ばれていた。
象塚荒男（ぞうづか あらお） 「マンモス」
「アニマル軍団」の配下中、最強の男で山のような巨漢。素手で自動車を破壊する圧倒的超パワーとどんな攻撃も通用しない鋼鉄のごとき肉体、その巨体からは信じられないほどのスピードを持つ。
銀次と角田三姉妹がなすすべもなく一方的に倒され、最後は金蔵と相討ちとこの男一人の為に「王将軍団」は大打撃を受けた。
禿山修三（はげやま しゅうぞう） 「ハゲタカ」
巨体ながら空中殺法を得意とし、本物の禿鷹を使った攻撃も行う。
蛇ノ目葉二（じゃのめ ようじ） 「狂い蛇（マッドスネーク）」
三白眼におかっぱ頭、ウロコ模様の服を着た異相の男。「桂馬」を上回る催眠戦法と鞭、毒を使った攻撃を得意とする。
ハゲタカと戦っていた飛車を虎男とともに襲撃し、三人がかりで倒してしまった卑劣漢。
北虎一（きた とらかず） 「虎男（タイガーマン）」
虎柄の服を着た優男で、かなりの拳法の使い手。砂浜で剣崎と対決し、砂を巻き上げる『タイガータイフーン』で剣崎の視界を奪い、飛び蹴りで腕を傷つけて刀を持てなくするが、
自らの手を武器とする剣崎の『極意・手刀打ち』を受けて敗北した。
牛力権之助（うしりき ごんのすけ） 「暴れ牛」
怪力の巨漢で頭突きを得意とする。源八と戦い当然の如く圧倒するも最後、源八の起死回生の一撃に敗れる。なお、このエピソードは単行本未収録。
灰田助男（はいだ すけお） 「ハイエナ」
姿を隠し、物陰から相手に爆弾を投げつけて爆殺する戦法『ハイエナ爆殺』を使う。舞も一時これで絶体絶命のピンチに追い込まれた。
舞に変装した金蔵が戦いの場に現れたために混乱して攻撃の手が止まり、その隙に舞の『ダイナマパワーキック』を受けて敗北した。
黒木豹子（くろき ひょうこ） 「黒豹」
「アニマル軍団」の紅一点で風間の側近。武器は分銅付きチェーン。獅子王と舞の最終決戦にて露払いを務めるが、剣崎に一刀で制圧され、その後登場せず。

## 備考
作者の真木富士人は'80年代初期に秋田書店系を中心に少年誌で描いていたが、現在その作品は本作も含めて3作品ほどしか確認できない。だがその画風や著者近影写真、さらに本作中のモブシーンに「郷力也全集」の広告が描かれている事などから、真木富士人とは「ミナミの帝王」等の作者である郷力也の少年誌向け別ペンネームであると思われる。